# Martina Lind
Martina Lind, född 4 januari 1980, är en svensk civilekonom och tidigare liberal politiker.
Martina Lind är entreprenör och grundare av den politiska blogg-aggregatorn Politometern.se och konsultbolaget Nordic Public Affairs AB (tillsammans med Johan Jakobsson). Hon är också styrelseaktiv.
Hon blev 2006 års Female Economist of the Year-stipendiat vid Handelshögskolan i Stockholm och har varit ordförande i Liberala Ekonomklubben. Hon var tidigare stabschef hos högskole- och forskningsminister Lars Leijonborg. Efter avslutade studier arbetade Martina Lind på Pfizer och senare även som journalist och affärsutvecklingschef på ekonomisajten E24. Hon var under mandatperioden 2002-2006 ledamot i Stockholms kommunfullmäktige, där hon var Folkpartiets yngsta ledamot någonsin. Hon blev i januari 2004 utsedd till Månadens stockholmare.
Martina Lind har en civilekonomexamen från Handelshögskolan i Stockholm samt en filosofie kandidat-examen i medie- och kommunikationsvetenskap från JMK vid Stockholms universitet.